# Heidepark (Bilthoven)
Het Heidepark is een 23 ha groot natuurgebied bij Bilthoven in de Nederlandse gemeente De Bilt. Het park is eigendom van de gemeente De Bilt. Het Heidepark ligt aan de oostzijde van de Kees Boekelaan en ten noorden van de hockeyvelden van SCHC.

## Geschiedenis
Het heidegebied met een enkel daggeldershuisje werd door de gemeente De Bilt in 1926 gekocht voor woningbouw, maar uiteindelijke zou slechts een klein deel als bouwterrein worden verkocht, het grootste deel werd als natuurreservaat bewaard. 

### Excercitieterrein
In de periode 1916 – 1918 werd het stuk heide in gebruik genomen als militair kamp de Bilt. Het gebied stond lang bekend als exercitieterrein en werd gebruikt als oefenterrein voor de artillerie uit Utrecht. Een tweede militaire kamp bij Bilthoven, kamp De Pan, lag aan de oostkant van Bilthoven, in de Biltse Duinen.

### Hotel Concordia
Op 26 november 1927 werd het verenigingsgebouw Concordia geopend. De bouw van het sociëteitsgebouw gebeurde in opdracht van bankier, reder en cargadoor Paul Nijgh. Nijgh woonde aan de Rembrandtlaan 30 in villa Reewijck.  De tuin bij deze villa besloeg het hele stuk grond gelegen tussen de Rembrandtlaan, Soestdijkseweg Noord, de Jan Steenlaan en de Van Ostadelaan. 
De entree van Amicitia was aan de kant van de Jan Steenlaan. Het verenigingsgebouw zou later ook als bioscoop dienst doen.
Na een uitbreiding in 1930 werden aan de rechterkant van het gebouw een restaurant en vijf hotelkamers toegevoegd. Daarbij werd de naam veranderd in Hotel Heidepark. zo genoemd. In 1933 werd het gebouw aan de linkerzijde nogmaals uitgebreid. De kegelbaan werd later ingericht als restaurant met biljart. Daarboven bevonden zich hotelkamers. De ingang werd na de oorlog verplaatst naar Heidepark. Na enkele jaren leeg te hebben gestaan werd het hotel in 2015 gesloopt.

### Heidemeertje
Het Heidemeertje werd in de jaren dertig van de twintigste eeuw aangelegd als werkverschaffingsproject, evenals het oude Biltsche Meertje in De Bilt. 

### Bunkers
Concordia en het Heidepark werden in de Tweede Wereldoorlog gevorderd door de Duitsers. Doordat het complex in een gebied met veel Duitse militaire installaties van de Wehrmacht lag was het herhaaldelijk doelwit voor geallieerde luchtaanvallen. De bunkers die op het terrein stonden zijn in het begin van de jaren vijftig voor het grootste deel opgeblazen. 